# Tukin-hatti-migrisza
Tukin-hatti-migrisza (akad. Tukīn-ḫaṭṭi-migrīša, w transliteracji z pisma klinowego zapisywane tu-ki-in-PA-mi-ig-ri-ša, tłum. „Ona ustanowiła rządy swego wybrańca”) – mezopotamska księżniczka, córka króla Ibbi-Sina (2029-2005 p.n.e.) z III dynastii z Ur. Wspomniana w 5 „nazwie rocznej” tego władcy: „Rok (w którym) gubernator Zabszali poślubił Tukun-hatti-migriszę, córkę króla”.